# Tanne Balcells

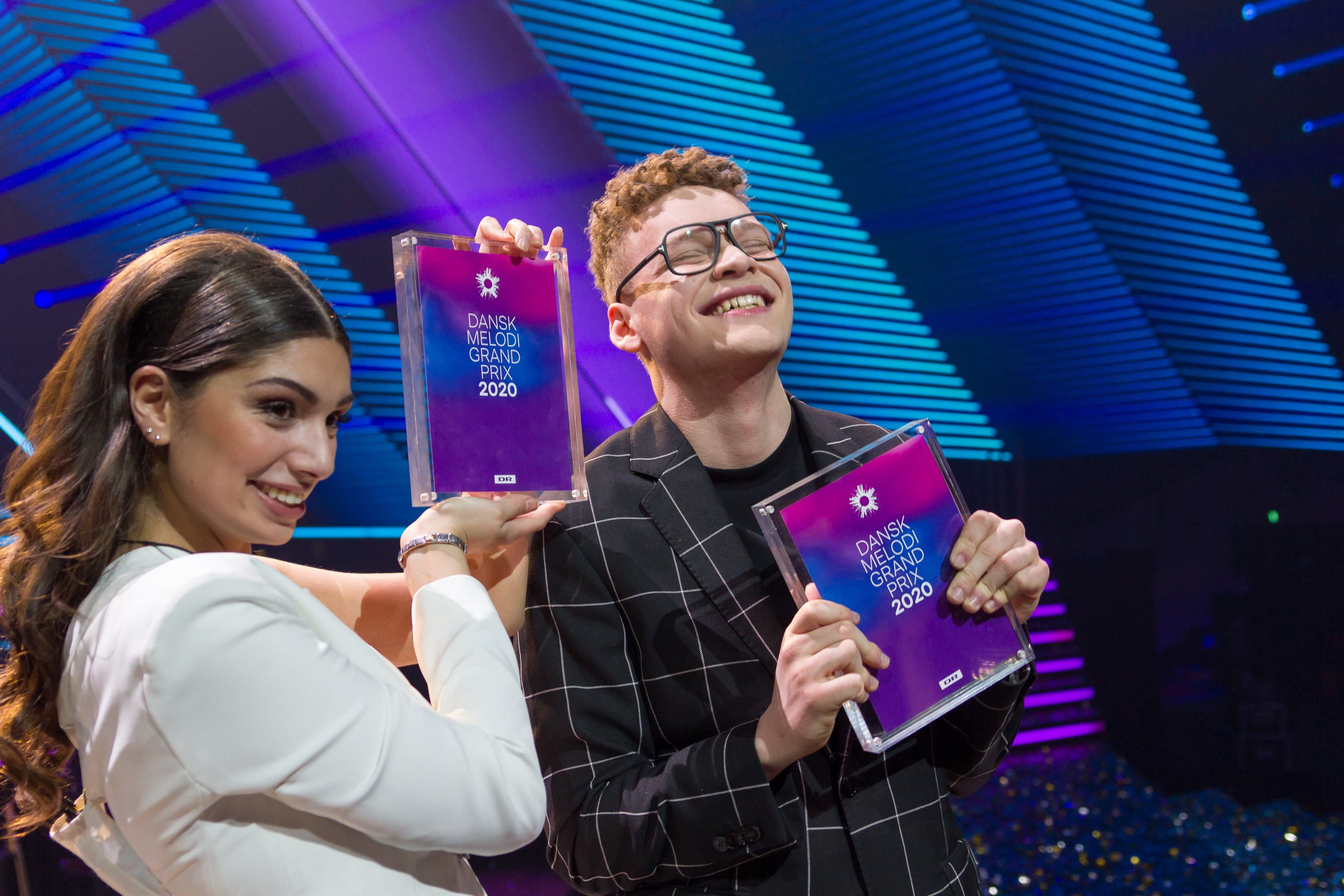
Tanne till vänster, och Benjamin Rosenbohm till höger, som vunnit Dansk Melodi Grand Prix 2020. De vann tillsammans som musikduon Ben & Tan

Tanne "Tan" Amanda Balcells, född 15 januari 1998 i Barcelona i Spanien, är en dansk-spansk sångerska och musikartist. Hon är en av två medlemmar i musikduon Ben & Tan, tillsammans med Benjamin Rosenbohm, som vann Dansk Melodi Grand Prix 2020.